# Accademia di Atene (moderna)

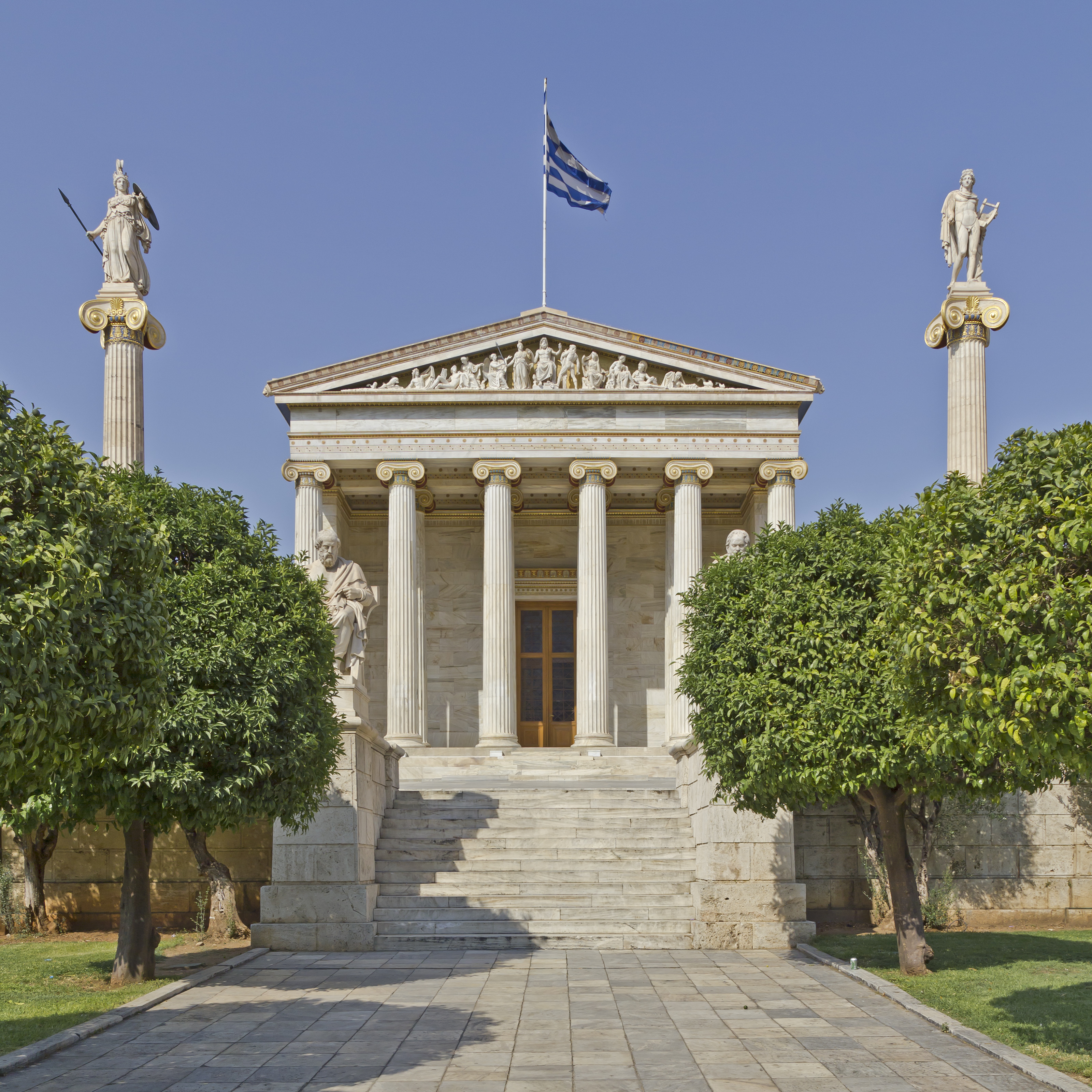
Scorcio dell'edificio principale dell'Accademia di Atene, opera di Teofilo Hansen.

L'Accademia di Atene (in greco: Ακαδημία Αθηνών) è l'accademia nazionale della Grecia, l'istituzione più alta fra quella dedicate alla ricerca e agli studi che esista nel paese. È stata fondata nel 1926 e opera sotto la supervisione del Ministero dell'Educazione greco. L'edificio principale dell'Accademia è uno dei maggiori monumenti di Atene.

## Storia
Per quanto l'effettiva costituzione dell'accademia sia avvenuta soltanto nella prima metà del XX secolo, la decisione di istituirla risale a molti anni prima. Il 2 agosto 1859 venne infatti posta la prima pietra di un edificio finanziato dal magnate Simon Sinas, con la manifesta intenzione di destinarla a sede dell'accademia nazionale. La costruzione trovò posto alla confluenza delle vie Panepistimiou e Akadimias, dove vennero gettate le fondamenta del palazzo progettato in stile neoclassico dall'architetto Teofilo Hansen. La realizzazione delle sculture venne affidata a Leonidas Drosis, quella degli affreschi e dei dipinti a Christian Griepenkerl.
Lo stato dei lavori avanzò rapidamente fino al 1861, sotto la supervisione dell'ingegnere Ernst Ziller; appena un anno dopo però, durante l'ultimo periodo del regno di Ottone I, il paese fu turbato da disordini che rallentarono il cantiere fino al 1864, quando esso venne temporaneamente chiuso. I lavori ripresero solo nel 1868, ma l'edificio non fu completato fino al 1885, al prezzo totale di 2,843,319 dracme oro, che fu coperto principalmente da Sinas e, dopo la sua scomparsa, dalla moglie Ifigeneia.
Il 20 marzo 1887 il palazzo venne finalmente inaugurato sotto il nome di Accademia Sinea, in onore del suo benefattore. Non era però stata ancora deliberata la formale istituzione dell'accademia, né era cominciato qualsiasi processo organizzativo sostanziale, per cui, in attesa che ciò accadesse, nell'edificio vennero allestiti il Museo Numismatico (nel 1890) ed il Museo Bizantino e l'Archivio di Stato (nel 1914). Finalmente, il 24 marzo 1926, nel palazzo venne insediata l'Accademia di Atene.

## Organizzazione e strutture
L'attuale Accademia di Atene, il cui nome rievoca l'antica Accademia di Platone, è stata istituita il 18 marzo 1926, con la legge 4398/1929 dello stato greco, che ha ratificato lo statuto, il quale, con successive modifiche, è tuttora valido ed ordina e disciplina la vita, l'amministrazione e l'organizzazione dell'Accademia. In base ad esso l'Accademia è divisa in tre ordini: Scienze Naturali, Lettere e Arti, Scienze morali e politiche.
L'Accademia oggi mantiene 12 centri di ricerca, 10 uffici di ricerca e la Biblioteca Centrale "Ioannis Sykoutris". Nel 2002 è stata anche istituita la Fondazione per la Ricerca Biomedica dell'Accademia di Atene. Sotto la supervisione dell'Accademia opera anche l'Istituto Ellenico per gli Studi Bizantini e Post-Bizantini di Venezia.

## Attività internazionali
Fin dalla sua nascita, l'Accademia ha fatto parte della Associazione Internazionale delle Accademie e del Consiglio Internazionale delle Scienze. Essa inoltre partecipa ai lavori della Alleanza Europea delle Accademie.

## Accademici illustri
- Amilkas Alivizatos, storico della chiesa
- Nicolas Ambraseys, sismologo
- Umvertos Argyros, pittore
- Georgios Athanasiadis-Novas, giurista e politico
- Augustin Bea, biblista
- Bertrand Bouvier, filologo
- Georgios Chatzidakis, archeologo
- Hermann Diels, filologo e storico
- Alexandros Diomidis, economista e politico
- Franz Dölger, bizantinista
- Georgios Drosinis, poeta
- Marinos Geroulanos, medico
- Marcello Gigante, filologo
- Friedrich Hiller von Gaertringen, epigrafista e archeologo
- Georgios Iakovidis, pittore
- Manolis Kalomiris, compositore
- Iakovos Kambanelis, scrittore
- Panagiōtīs Kanellopoulos, scrittore e politico
- Max Kaser, storico del diritto
- Konstantinos Karatheodoris, matematico
- Antonios Keramopoulos, archeologo
- Nikos Khatzikyriakos-Ghikas, pittore e scultore
- Dionyssos Kokkinos, storico e scrittore
- Emmanuel Kriaras, filologo e lessicografo
- Stamatios Krimigis, fisico
- Bruno Lavagnini, filologo
- Spyridōn Marinatos, archeologo
- Alexandros Mazarakis-Ainian, militare e storico
- Spiros Melàs, drammaturgo e giornalista
- Francesco Montanari, grecista
- Dimitris Mytaras, pittore
- Georgios Mylonas, archeologo
- Stratis Myrivilis, scrittore
- Dimitrios Nanopoulos, físico
- Pavlos Nirvanas, scrittore
- Georg Ostrogorsky, storico
- Kostis Palamas, poeta
- Lucas Papadimos, economista e politico
- Zacharias Papantoniou, giornalista e scrittore
- Dimitrios Pappoulias, giurista e professore universitario
- Werner Peek, filologo ed epigrafista
- Dimitrios Pikionis, architetto
- Nikolaos Politis, giurista e diplomatico
- Panagiōtīs Poulitsas, giudice e archeologo
- Pandelis Prevelakis, romanziere e drammaturgo
- Francisco Rodríguez Adrados, filologo e grecista
- Gerhard Rohlfs, filologo e glottologo
- Ioannis Spyropoulos, giurista e giudice internazionale
- Michaīl Stasinopoulos, giurista e politico
- Georgios Streit, diplomatico e giurista
- Angelos Terzakis, scrittore
- Ioannis Theodorakopoulos, filosofo
- Epaminondas Thomopoulos, pittore
- Ioannis Toumbas, militare e politico
- Konstantinos Trypanis, bizantinista
- Kōnstantinos Tsatsos, giurista e politico
- Elias Venezis, scrittore
- Nikiforos Vrettakos, poeta e scrittore
- Dionysios Zakythinos, storico
- Panagiotis Zepos, giurista e politico
- Tadeusz Zieliński, filologo e storico
- Ioannis Zizioulas, teologo
- Xenophon Zolotas, economista